# 劇団八幡山ほしがりシスターズ
劇団八幡山ほしがりシスターズ（げきだんはちまんやまほしがりしすたーず）は、日本の劇団。

## 変遷
2012年11月6日、東京都世田谷区八幡山のはらっぱ広場にて黒田勇樹を中心に運動不足解消を目的に集まったおじさん達により結成。
2014年6月に『アメイジング桃太郎2 3D』にて旗揚げ。劇団名は、忘年会のくじ引きで命名された。
“東京の小劇場で活動中の今勢いに乗ってるおすすめ劇団まとめ”になるなど、観劇した客の感想は褒めてるんだか褒めてないんだか分からないがとにかく良かったという感想が多数。
近年は、あやまんJAPANや椿隆之などもゲスト出演する。
また保育園での公演を行うなど、活動の幅を拡げている。

## 概要
無職、フリーター、社畜、社長秘書、中卒、現役高校生、東大生、コミュ障、メンヘラ、バイセクシャル、オペラが歌えるおばさん、ハゲ、デブなどが集まり週に1回稽古を行う。
ハイパーメディアフリーター黒田勇樹(日本アカデミー賞新人賞受賞)を顧問に添え、それぞれ異なった境遇の素人が集まり、1日公演、チケット代1,000円のみで素人による演技の限界に挑戦している。
主に東京の阿佐ヶ谷アートスペースプロットにて公演を行っている。
脚本と演出は黒田勇樹が担当している。

## 公演
- 結成1周年記念公開稽古（2013年11月）
- 旗揚げ公演『アメイジング桃太郎2 3D』（2014年6月）
- 第2回公演『北斗の国のメロス』（2014年11月）
- 第3回公演『ピコターパン〜ミュージカル風ななにか〜』（2015年2月）
- ファン感謝祭『夢をかなえる食堂〜ほしがりレストラン〜』（2015年7月）
- 結成3周年記念公演『秋のほしがり祭〜メロターパン2 3D〜』（2015年11月）
- 保育所公演『カレーができるまで』
- 第4回公演『馬鹿ずきんちゃん』（2016年2月）
- 第5回公演『ギャグマシーン3号』（2016年11月）
- 第6回公演『進撃の白雪姫と四十七人乗っても大丈夫な蔵』（2017年11月）